# 一路通
一路通，是日本純種競賽馬匹。生涯活躍於一哩及中距離賽事，曾勝出2013年秋季天皇賞，亦於2014年勝出杜拜免稅店盃及安田紀念。由於其在2014年浪琴表世界馬匹年終排名以130分獨攬第一名成為世界馬王，因而被稱為「世界的一路通」（世界のジャスタウェイ）。

## 出賽前
2009年3月8日出生於北海道白老町白老牧場，成長途中於拍賣會中被動畫編劇兼馬主大和屋曉以1260萬日圓購入。
其後交由栗東訓練中心練馬師須貝尚介訓練。

## 競賽生涯

### 2歲
2011年7月23日出戰新潟競馬場2歲新馬戰，比賽初段於第四左右的先頭位置追走，於比賽途中因按耐不住加速的慾望開始逐步爬升，最終於直路上成功衝出並以5馬位優勢取得首勝。
短暫放草後出戰新潟兩歲錦標，比賽初段選擇停留後方位置穩步追走，並於通過第最後彎道時候抽出外檔加速。進入直路後，其隨即展開衝刺並跑出全場最快末腳迫近前方，可惜仍然無法超越稍早前經已衝出的魔怪精靈，以3/4馬位差距落敗。
11月19日出戰東京體育盃兩歲錦標，然而於其中受到大爛地的影響，無法最大程度加速衝刺下僅獲得第四。

### 3歲
2012年年初歷經蕁麻疹等事故後於2月5日在如月賞復出，雖然比賽途中一直保持於前方有利位置推進，但其於進入直路後出戰右閃斜行的動作導致其浪費腳程，最終以第四完賽。
2月25日出戰雅靈頓盃，於此戰中陣營爲改善其右閃的習慣，決定安排其佩戴結舌帶出戰。比賽開始後，其並未積極搶佔位置意而是於後方等待時機，並於通過最後彎道時候抽出大外檔加速。進入直路後，其於外檔奮力加速並跑出不俗的末腳速度，最終成功壓制內欄位置的橄欖石下以1/2馬位優勢取得首個分級賽冠軍。
其後陣營計劃以NHK一哩賽作爲主要目標，原定安排其出戰前哨戰新西蘭盃，但受到感冒的影響下最終選擇直走NHK一哩賽。比賽開始後，其再度採用後上戰術於約莫第十五的最後方位置追走，縱然其於直路爆發速度衝出，但仍然未能扭轉留得太後的劣勢，最終僅以第七名衝線。而由於賽後的審議中指出由岩田康誠策騎、以第六名衝線的加州山城於直路上阻塞由後藤浩輝策騎的樹茂果甜之進路導致後者發生落馬意外，因而於前者被判處失格下一路通得以遞補成爲第六。
完成NHK一哩賽後增程挑戰東京優駿（日本打吡），然而其一直停留於後方未能衝出之下以第十一大敗。
入秋後陣營考慮其距離適性，決定放棄經典三冠尾關菊花賞，改爲以秋季天皇賞作爲主要目標，並安排其出戰每日王冠作爲熱身。賽前，其因爲過往戰績僅獲得第十二人氣。比賽開始後，其再度使用拿手的居中戰術於約莫第十的位置展開推進，並於比賽途中稍爲爬升至到第八左右的位置。進入直路後，其隨即加速爆發出全場最快末腳，不斷超越前方的賽駒下成功佔先，和率先衝出的同期賽駒機伶獵駒同時衝線，最終僅以頸位差距敗於對手爆冷奪得亞軍。
10月28日出戰秋季天皇賞，本次比賽採取較爲積極的策略下於前方推進，但於最後直路未能最大程度加速，最終僅獲得第六的戰績。
其後陣營因應其於秋季天皇賞的失利而放棄遠征香港的計劃，其後希望安排其出戰朝日挑戰盃作爲挑戰，但受到發燒的影響下迫不得已取消安排。

### 4歲
2013年年初出戰中山金盃，雖然於比賽途中展現不俗的加速度一路衝刺，但仍然未能追過兩名老將Touch Me Not及Admire Taishi，最終以第三完賽。
2月10日出戰京都紀念，本次比賽其選擇先行戰術於第三的位置追走，但於比賽途中被騎師內田博幸控制並稍爲墮後。進入直路後，騎師內田指揮其加速衝出，可惜反應不佳下未能進行優秀的衝刺，最終以第五落敗。
3月9日出戰中日新聞盃，然而於比賽途中一直停留於後方位置未能衝出，最終以第八大敗。
其後陣營原定安排其遠征新加坡出戰新加坡航空國際盃，但於狀態不佳下改爲放草。
放草過後出戰6月的葉森盃，於強力馬缺席的情況下獲得第三人氣。比賽開始後，其於後方第十四的位置展開推進，並於進入對面直路後稍爲加速進佔第十一。進入直路後，其隨即於內欄位置貼欄加速，於其奮力衝刺下不斷超越前方對手，可惜仍然無法超越一直於前方堅守位置的亞瑟神劍，最終以鼻位差距憾負得第二。
8月11日其出戰夏季一哩系列賽之一的關屋紀念，成功壓贏同爲分級賽優勝馬的多瑙河、機敏小子及赤劍取得第一人氣。比賽開始後，由於其處於第16檔外檔位置，加上出現漏閘的情況，因而需要於最後方位置追走。進入直路後，其抽出大外檔望空加速，並於轟出後600米33.2秒的恐怖末腳之下超越前方賽駒，然而此速度仍然未能對前方對決赤劍造成任何威脅，最終其以1 1/4馬位差距落敗。
入秋後和上年度一樣出戰每日王冠，比賽初段其以緩慢的步速逐步推進，並一直保持此節奏。然而於通過最後彎道尚餘600米時，其隨即展現優秀的反應加速並迫近前方的榮進閃耀，但一直被壓制之下未能超越對手，最終以1/2馬位奪得三連亞。
其後出戰秋季天皇賞，賽前落後於上年度三冠雌馬貴婦人、目前分級賽三連勝的東京光環、上屆盟主榮進閃耀及分級賽上位馬足球名將取得第五人氣。比賽開始後，東京光環率先搶佔位置領放，貴婦人緊隨其後、足球名將處於中團靠前位置推進，而榮進閃耀及一路通則於中團靠後追走。通過最後彎道時候，前方的東京光環開始力弱，貴婦人乘機加速並取代其領先的位置，而此時爲處第九的一路通亦開始發力加速。進入直路後，騎師福永祐一指揮一路通奮力衝刺，以前方的貴婦人作爲目標追趕並於最後200米超越對手取得領先。取得領先後，其隨即閃入內欄較爲乾燥的賽道繼續加速，最終不斷拉開和後方賽駒的距離下以4馬位優勢取得首個一級賽冠軍。

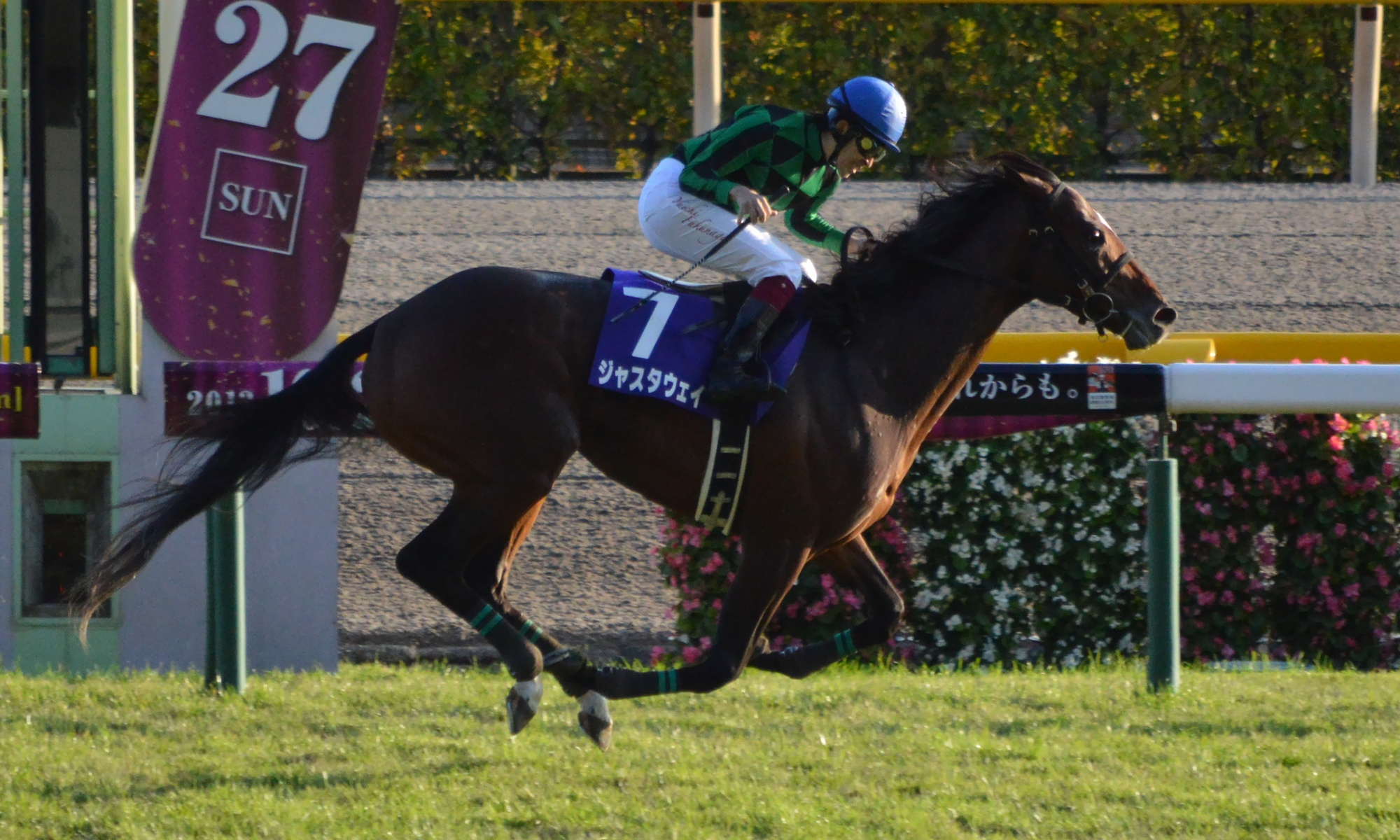
出戰秋季天皇賞的一路通

其後陣營原定計劃安排其出戰日本盃及有馬紀念，但考慮其身體狀態後決定取消計劃並安排其前往放草。

### 5歲
2014年年初陣營宣佈將安排其遠征阿聯酋出戰杜拜免稅店盃，因而以3月2日的中山紀念作爲熱身。比賽開始後，順利出閘的一路通成功進佔內欄有利位置展開推進，並於比賽途中一直保持平均的速度。進入直路後，其隨即加速超越前方失速的領放馬並進入獨走狀態，最終以3 1/2馬位優勢取得冠軍。
其後按照計劃出戰杜拜免稅店盃，並於賽前獲得第一人氣。比賽開始後，其再度因爲漏閘需要於後方尾二的位置追走，並於比賽途中無視前方由東京光環做出的前1000米59.0秒的快步速以自身節奏推進。通過最後彎道時，其抽出外檔準備發力，並於直路上憑借望空的絕對優勢加速衝出，於最後300米成功超越前方賽駒取得領先。取得領先後其腳程仍未見疲倦，其選擇繼續衝刺下不斷拉開和後方賽駒的距離，最終以6 1/4馬位拋離第二的民族英雄大勝，亦以1分45.52秒的時間將上年度由詩詞歌賦創立的紀錄大幅推前2.41秒。
回國稍作調整過後出戰6月8日的安田紀念，雖然本次比賽當中強敵衆多，如本年度NHK一哩賽冠軍覓奇島、贏得前哨戰讀賣盃的世界王牌及分級賽上位馬碧海銀鯊等賽駒出戰，但一路通仍然以壓倒性的1.7倍賠率取得第一人氣。比賽開始後，前方由覓奇島帶出領放，一路通則因出閘較爲不順而選擇於中團位置追走。進入直路後，騎師柴田善臣指揮其抽出外檔加速，但其於此處被同樣選擇外檔位置的大賽波士阻擋。爲求突破衝出，騎師柴田於此時控制一路通的步伐，並不斷採用右手鞭控制其閃入內欄重新加速。成功於內欄位置找尋進路並突破的一路通開始加速，然而此時大賽波士亦開始壓入內欄，兩駒隨即展開纏鬥直至衝線，以於賽會的審議過後，最終一路通成功以9厘米的細微差距擊敗對手，再度奪得一級賽的優勝。

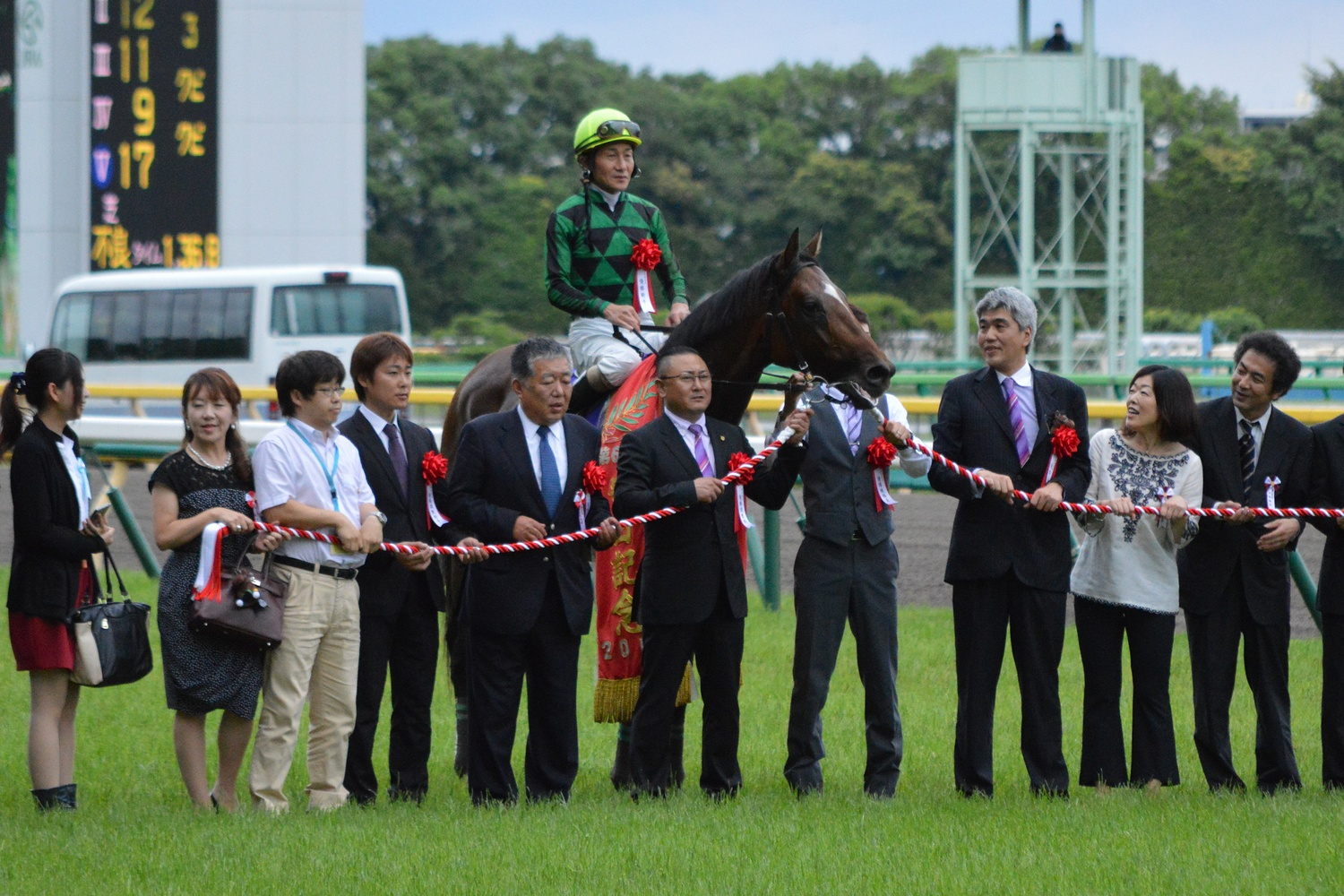
安田紀念頒獎儀式

贏得安田紀念後，陣營宣佈了將安排其遠征法國，陪同廄侶黃金船一同出戰凱旋門大賽，然而其於比賽途中未能發揮以往的實力，最終無法最大程度加速之下以第八落敗。
回國後，其並未返回一哩戰線，而是選擇出戰日本盃。比賽開始後，其於中團靠後位置展開推進，進入直路後開始加速衝出，可惜於最後100米時候轉趨力弱，最終被前方的神威啟示拋離4馬位落敗得第二。
其後出戰有馬紀念並以此爲退役戰，採用後上戰術下於直路奮力加速，最終跑獲一席第四的不俗戰績。
完成有馬紀念後按照計劃退役，並於2015年1月4在京都競馬場舉行退役儀式。
年末，由於於遠征阿聯酋期間取得勝利並於勇奪安田紀念，因而於最佳4歲雄馬評選中以242票當選，但於最佳短途馬評選中則敗於勝出短途馬錦標的瑞草祥龍及勝出高松宮紀念的李察先生，於日本馬王評選中更大敗於同期的貴婦人。

### 詳細賽績
| 日期       | 舉辦國家 | 馬場 | 距離   | 級別 | 賽事名稱           | 負重 | 騎師       | 馬號 | 出馬 | 名次 | 時間     | 頭馬（二馬）  |
| ---------- | -------- | ---- | ------ | ---- | ------------------ | ---- | ---------- | ---- | ---- | ---- | -------- | ------------- |
| 23/7/2011  | 日本     | 新潟 | 草1600 |      | 2歲新馬            | 54   | 福永祐一   | 14   | 16   | 1    | 1:36.1   | （La Page）   |
| 4/9/2011   | 日本     | 新潟 | 草1600 | GIII | 新潟兩歲錦標       | 54   | 福永祐一   | 11   | 18   | 2    | 1:33.9   | 魔怪精靈      |
| 19/11/2011 | 日本     | 東京 | 草1800 | GIII | 東京體育盃兩歲錦標 | 55   | 後藤浩輝   | 14   | 15   | 4    | 1:53.5   | 華麗輝煌      |
| 5/2/2012   | 日本     | 京都 | 草1800 | GIII | 如月賞             | 56   | 秋山真一郎 | 8    | 13   | 4    | 1:47.9   | 世界王牌      |
| 25/2/2012  | 日本     | 阪神 | 草1600 | GIII | 雅靈頓盃           | 56   | 福永祐一   | 13   | 13   | 1    | 1:35.30  | （橄欖石）    |
| 6/5/2012   | 日本     | 東京 | 草1600 | GI   | NHK一哩賽          | 57   | 福永祐一   | 14   | 18   | 6    | 1:35.3   | 機伶獵駒      |
| 27/5/2012  | 日本     | 東京 | 草2400 | GI   | 東京優駿           | 57   | 秋山真一郎 | 14   | 18   | 11   | 2:24.8   | 華麗輝煌      |
| 7/10/2012  | 日本     | 東京 | 草1800 | GII  | 每日王冠           | 54   | 柴田善臣   | 7    | 16   | 2    | 1:45.0   | 機伶獵駒      |
| 28/10/2012 | 日本     | 東京 | 草2000 | GI   | 秋季天皇賞         | 56   | 内田博幸   | 11   | 18   | 6    | 1:57.8   | 榮進閃耀      |
| 5/1/2013   | 日本     | 中山 | 草2000 | GIII | 中山金盃           | 56.5 | 内田博幸   | 9    | 16   | 3    | 1:59.9   | Touch Me Not  |
| 10/2/2013  | 日本     | 京都 | 草2200 | GII  | 京都紀念           | 55   | 内田博幸   | 4    | 11   | 5    | 2:13.2   | 太陽神驥      |
| 9/3/2013   | 日本     | 中京 | 草2000 | GIII | 中日新聞盃         | 57   | 范嘉堯     | 9    | 18   | 8    | 2:00.3   | Satono Apollo |
| 9/6/2013   | 日本     | 東京 | 草1800 | GIII | 葉森盃             | 56   | 福永祐一   | 13   | 14   | 2    | 1:45.7   | 亞瑟神劍      |
| 11/8/2013  | 日本     | 新潟 | 草1600 | GIII | 關屋紀念           | 56   | 福永祐一   | 16   | 18   | 2    | 1:32.7   | 赤劍          |
| 6/10/2013  | 日本     | 東京 | 草1800 | GII  | 每日王冠           | 56   | 柴田善臣   | 10   | 11   | 2    | 1:46.8   | 榮進閃耀      |
| 27/10/2013 | 日本     | 東京 | 草2000 | GI   | 秋季天皇賞         | 58   | 福永祐一   | 7    | 17   | 1    | 1:57.5   | （貴婦人）    |
| 2/3/2014   | 日本     | 中山 | 草1800 | GII  | 中山紀念           | 58   | 横山典弘   | 4    | 15   | 1    | 1:49.8   | （阿基米德）  |
| 29/3/2014  | 阿聯酋   | 美丹 | 草1800 | GI   | 杜拜免稅店盃       | 57   | 福永祐一   | 2    | 13   | 1    | 1:45.52  | （民族英雄）  |
| 8/6/2014   | 日本     | 東京 | 草1600 | GI   | 安田紀念           | 58   | 柴田善臣   | 10   | 17   | 1    | 1:36.8   | （大賽波士）  |
| 5/10/2014  | 法國     | 隆尚 | 草2400 | GI   | 凱旋門大賽         | 59.5 | 福永祐一   | 7    | 20   | 8    | 紀錄缺失 | 卓芙          |
| 30/11/2014 | 日本     | 東京 | 草2400 | GI   | 日本盃             | 57   | 福永祐一   | 1    | 18   | 2    | 2:23.8   | 神威啟示      |
| 28/12/2014 | 日本     | 中山 | 草2500 | GI   | 有馬紀念           | 57   | 福永祐一   | 15   | 16   | 4    | 2:35.5   | 貴婦人        |

## 退役後
退役後，一路通成為了配種馬，於北海道安平町社台Stallion Station休養，在2015年進行配種，配種費為350萬日圓。首批子嗣於2016年出生，可於2018年出賽。2019年11月30日，我走我路在挑戰盃取勝，成為首匹勝出分級賽的子嗣。2020年12月26日，野田小子於希望錦標取勝，成為首匹勝出一級賽的一路通子嗣。
2020年11月27日被轉移至北海道日高町育馬者Stallion Station，並於2021年在此地繼續進行配種。

### 主要子嗣

#### 一級賽優勝子嗣
粗體字為一級賽
2016年生
- Teorema（海洋盃、日本育馬場盃雌馬經典賽、TCK女王盃）

2018年生
- 野田小子（東京體育盃兩歲錦標、希望錦標）

#### 分級賽優勝子嗣
2016年生
- 有志竟成（絲路錦標）
- Master Fencer（白山大賞典、名古屋大獎賽、兩次海洋盃）
- 我走我路（挑戰盃）
- 唯有讚譽（函館紀念）

2017年生
- Vertex（名古屋大獎賽）

- 歌頌詩（雌馬賽）

2020年生
- Gastrique（東京體育盃兩歲錦標）
- 排練導師（京都金盃）
- 猛熊（子犬座錦標、東海錦標）

## 血統簡介
父系真心呼喚爲日本賽駒，生涯戰績優秀，曾於2005年有馬紀念擊敗無敗三冠馬大震撼奪得冠軍，亦於其後贏得杜拜司馬經典賽。祖父週日寧靜是美國三冠賽雙軍馬，退役後在日本配種，在日本馬壇相當成功，贏得多項分級賽事，其子嗣贏得巨額獎金。
母系Sibyl爲日本賽駒，生涯出戰五場賽事全敗。外祖父Wild Again爲美國賽駒，生涯戰績優秀，曾勝出一級賽育馬者盃經典大賽。

### 血統表
| 父線：週日寧靜系（Halo系）    |                            |               |                 |
| 種馬 真心呼喚 2001年（棗色）  | 週日寧靜 1986年（棕色）    | Halo          | Hail to Reason  |
| 種馬 真心呼喚 2001年（棗色）  | 週日寧靜 1986年（棕色）    | Halo          | Cosmah          |
| 種馬 真心呼喚 2001年（棗色）  | 週日寧靜 1986年（棕色）    | Wishing Well  | Understading    |
| 種馬 真心呼喚 2001年（棗色）  | 週日寧靜 1986年（棕色）    | Wishing Well  | Mountain Flower |
| 種馬 真心呼喚 2001年（棗色）  | Irish Dance 1990年（棗色） | 東來兵        | Lampala         |
| 種馬 真心呼喚 2001年（棗色）  | Irish Dance 1990年（棗色） | 東來兵        | Severn Bridge   |
| 種馬 真心呼喚 2001年（棗色）  | Irish Dance 1990年（棗色） | Buper Dance   | 利法爾          |
| 種馬 真心呼喚 2001年（棗色）  | Irish Dance 1990年（棗色） | Buper Dance   | My Bupers       |
| 繁殖雌馬 Sibyl 1999年（棗色） | Wild Again 1987年（栗色）  | Iceapade      | 新北區          |
| 繁殖雌馬 Sibyl 1999年（棗色） | Wild Again 1987年（栗色）  | Iceapade      | Shenanigans     |
| 繁殖雌馬 Sibyl 1999年（棗色） | Wild Again 1987年（栗色）  | Bushel-n-Peck | Dama            |
| 繁殖雌馬 Sibyl 1999年（棗色） | Wild Again 1987年（栗色）  | Bushel-n-Peck | Khaled          |
| 繁殖雌馬 Sibyl 1999年（棗色） | Charon 1987年（栗色）      | Mo Exception  | Hard Work       |
| 繁殖雌馬 Sibyl 1999年（棗色） | Charon 1987年（栗色）      | Mo Exception  | With Exception  |
| 繁殖雌馬 Sibyl 1999年（棗色） | Charon 1987年（栗色）      | Double Wiggle | Sir Wiggle      |
| 繁殖雌馬 Sibyl 1999年（棗色） | Charon 1987年（栗色）      | Double Wiggle | Blue Double     |
| 雌系：號族：2-n               |                            |               |                 |
| 五代內近親交配：無            |                            |               |                 |

## 命名由來
名字Just a Way（ジャスタウェイ）來自由馬主大和屋曉負責劇本統籌之動畫《銀魂》中的同名角色，香港則取意譯，翻譯为「一路通」。

## 外部連結
- 一路通 netkeiba.com （页面存档备份，存于）
- 血統表 （页面存档备份，存于）